# Vòng loại Cúp bóng đá châu Á 2027 (Vòng 3)
Vòng 3 của vòng loại Cúp bóng đá châu Á 2027 diễn ra từ ngày 25 tháng 3 năm 2025 đến ngày 31 tháng 3 năm 2026.

## Thể thức
Tổng cộng 24 đội tuyển (18 đội đứng thứ ba và thứ tư ở vòng 2, 3 đội thua có thành tích tốt nhất ở vòng 1 và 3 đội thắng ở vòng play-off) sẽ thi đấu tại vòng 3 để cạnh tranh cho sáu suất cuối cùng tham dự Cúp bóng đá châu Á 2027. 24 đội tuyển được chia thành sáu bảng, mỗi bảng bốn đội, các đội trong bảng thi đấu vòng tròn hai lượt tính điểm trên sân nhà và sân khách. Chỉ có đội đứng nhất mỗi bảng mới đủ điều kiện tham dự Cúp bóng đá châu Á 2027, nơi họ sẽ tranh tài cùng 18 đội tuyển giành suất trực tiếp từ vòng 2.

## Các đội tuyển tham dự
| Các đội thua có thành tích tốt nhất |
| ----------------------------------- |
| Bhutan                              |
| Maldives                            |
| Lào                                 |

| Bảng | Thứ ba       | Thứ tư            |
| ---- | ------------ | ----------------- |
| A    | Ấn Độ        | Afghanistan       |
| B    | Syria        | Myanmar           |
| C    | Thái Lan     | Singapore         |
| D    | Malaysia     | Đài Bắc Trung Hoa |
| E    | Turkmenistan | Hồng Kông         |
| F    | Việt Nam     | Philippines       |
| G    | Tajikistan   | Pakistan          |
| H    | Yemen        | Nepal             |
| I    | Liban        | Bangladesh        |

| Các đội thắng |
| ------------- |
| Sri Lanka     |
| Đông Timor    |
| Brunei        |

Pakistan đã bị FIFA cấm tham gia mọi hoạt động bóng đá vào ngày 6 tháng 2 năm 2025, bao gồm việc đội tuyển quốc gia nước này tham dự vòng loại thứ ba của Asian Cup, do không thông qua bản hiến chương Liên đoàn bóng đá Pakistan (PFF) được FIFA và AFC chấp thuận. PFF đã quyết định bỏ phiếu để chấp thuận sửa đổi điều lệ vào ngày 27 tháng 2, và đến ngày 2 tháng 3 thì lệnh cấm đã được gỡ bỏ.

## Hạt giống
Lễ bốc thăm cho vòng 3 được tổ chức vào lúc 15:00 (UTC+8) ngày 9 tháng 12 năm 2024 tại tòa nhà AFC ở Kuala Lumpur, Malaysia.
Việc xếp hạt giống cho các đội tuyển được dựa trên bảng xếp hạng bóng đá nam FIFA vào tháng 11 năm 2024. 24 đội tuyển được bốc thăm chia thành sáu bảng 4 đội, mỗi bảng có một đội từ mỗi nhóm hạt giống tương ứng.
| Nhóm 1                                                                                             | Nhóm 2 | Nhóm 3 | Nhóm 4 |
| -------------------------------------------------------------------------------------------------- | --- | --- | --- |
| 1. Syria (95) 2. Thái Lan (97) 3. Tajikistan (104) 4. Liban (112) 5. Việt Nam (116) 6. Ấn Độ (127) | 1. Malaysia (132) 2. Turkmenistan (143) 3. Philippines (149) 4. Afghanistan (155) 5. Hồng Kông (156) 6. Yemen (158) | 1. Singapore (161) 2. Maldives (162) 3. Đài Bắc Trung Hoa (165) 4. Myanmar (167) 5. Nepal (175) 6. Bhutan (182) | 1. Brunei (184) 2. Bangladesh (185) 3. Lào (186) 4. Đông Timor (196) 5. Pakistan (198) 6. Sri Lanka (200) |

## Lịch thi đấu
Lịch thi đấu của mỗi lượt trận như sau.
| Lượt đấu   | Ngày                 | Các trận đấu |
| ---------- | -------------------- | ------------ |
| Lượt đấu 1 | 25 tháng 3 năm 2025  | 1 v 4, 3 v 2 |
| Lượt đấu 2 | 10 tháng 6 năm 2025  | 4 v 3, 2 v 1 |
| Lượt đấu 3 | 9 tháng 10 năm 2025  | 4 v 2, 1 v 3 |
| Lượt đấu 4 | 14 tháng 10 năm 2025 | 2 v 4, 3 v 1 |
| Lượt đấu 5 | 18 tháng 11 năm 2025 | 4 v 1, 2 v 3 |
| Lượt đấu 6 | 31 tháng 3 năm 2026  | 1 v 2, 3 v 4 |

## Các bảng đấu
Các tiêu chí
Các đội tuyển được xếp hạng theo điểm (3 điểm cho một trận thắng, 1 điểm cho một trận hòa, 0 điểm cho một trận thua). Nếu bằng điểm, các tiêu chí được áp dụng theo thứ tự sau đây để xác định thứ hạng (Quy định Điều 7.3):
1. Điểm trong các trận đối đầu giữa các đội bằng điểm;
2. Hiệu số bàn thắng thua trong các trận đối đầu giữa các đội bằng điểm;
3. Số bàn thắng ghi được trong các trận đối đầu giữa các đội bằng điểm;
4. Số bàn thắng sân khách ghi được trong các trận đối đầu giữa các đội bằng điểm;
5. Nếu có nhiều hơn hai đội bằng điểm, và sau khi áp dụng các tiêu chí từ 1 đến 4, một nhóm nhỏ các đội vẫn bằng nhau, các tiêu chí từ 1 đến 4 được áp dụng lại cho riêng nhóm này;
6. Hiệu số bàn thắng thua trong tất cả các trận đấu bảng;
7. Số bàn thắng ghi được trong tất cả các trận đấu bảng;
8. Sút luân lưu nếu chỉ có hai đội bằng điểm và họ gặp nhau trong lượt trận cuối cùng của bảng;
9. Điểm kỷ luật (thẻ vàng = 1 điểm, thẻ đỏ gián tiếp (hai thẻ vàng) = 3 điểm, thẻ đỏ trực tiếp = 3 điểm, thẻ vàng tiếp theo là thẻ đỏ trực tiếp = 4 điểm, đội nhiều điểm hơn sẽ xếp dưới);
10. Bốc thăm.

### Bảng A
| VT | Đội         | ST | T | H | B | BT | BB | HS | Đ | Giành quyền tham dự |          | Philippines | Tajikistan  | Đông Timor | Maldives |
| -- | ----------- | -- | - | - | - | -- | -- | -- | - | ------------------- | -------- | ----------- | ----------- | ---------- | -------- |
| 1  | Philippines | 2  | 1 | 1 | 0 | 6  | 3  | +3 | 4 | Cúp bóng đá châu Á  |          | —           | 10 thg6     | 14 thg10   | 4–1      |
| 2  | Tajikistan  | 2  | 1 | 1 | 0 | 3  | 2  | +1 | 4 |                     |          | 31 thg3 '26 | —           | 1–0        | 9 thg10  |
| 3  | Đông Timor  | 2  | 1 | 0 | 1 | 1  | 1  | 0  | 3 |                     | 9 thg10  | 18 thg11    | —           | 10 thg6    |          |
| 4  | Maldives    | 2  | 0 | 0 | 2 | 1  | 5  | −4 | 0 |                     | 18 thg11 | 14 thg10    | 31 thg3 '26 | —          |          |

| Tajikistan | 1–0                     | Đông Timor |
| ---------- | ----------------------- | ---------- |
| Hanonov 3' | Chi tiết Chi tiết (AFC) |            |

| Philippines                                                 | 4–1                     | Maldives    |
| ----------------------------------------------------------- | ----------------------- | ----------- |
| - Tabinas 6' - Kristensen 19' - Schneider 77' - Reyes 90+2' | Chi tiết Chi tiết (AFC) | - Fasir 62' |

| Đông Timor | v | Maldives |
| ---------- | - | -------- |
|            |   |          |

| Philippines | v | Tajikistan |
| ----------- | - | ---------- |
|             |   |            |

| Đông Timor | v | Philippines |
| ---------- | - | ----------- |
|            |   |             |

| Tajikistan | v | Maldives |
| ---------- | - | -------- |
|            |   |          |

| Philippines | v | Đông Timor |
| ----------- | - | ---------- |
|             |   |            |

| Maldives | v | Tajikistan |
| -------- | - | ---------- |
|          |   |            |

| Đông Timor | v | Tajikistan |
| ---------- | - | ---------- |
|            |   |            |

| Maldives | v | Philippines |
| -------- | - | ----------- |
|          |   |             |

| Tajikistan | v | Philippines |
| ---------- | - | ----------- |
|            |   |             |

| Maldives | v | Đông Timor |
| -------- | - | ---------- |
|          |   |            |

### Bảng B
| VT | Đội    | ST | T | H | B | BT | BB | HS | Đ | Giành quyền tham dự |          | Liban    | Bhutan  | Yemen       | Brunei      |
| -- | ------ | -- | - | - | - | -- | -- | -- | - | ------------------- | -------- | -------- | ------- | ----------- | ----------- |
| 1  | Liban  | 1  | 1 | 0 | 0 | 5  | 0  | +5 | 3 | Cúp bóng đá châu Á  |          | —        | 9 thg10 | 31 thg3 '26 | 5–0         |
| 2  | Bhutan | 1  | 0 | 1 | 0 | 0  | 0  | 0  | 1 |                     |          | 14 thg10 | —       | 0–0         | 31 thg3 '26 |
| 3  | Yemen  | 1  | 0 | 1 | 0 | 0  | 0  | 0  | 1 |                     | 10 thg6  | 18 thg11 | —       | 14 thg10    |             |
| 4  | Brunei | 1  | 0 | 0 | 1 | 0  | 5  | −5 | 0 |                     | 18 thg11 | 10 thg6  | 9 thg10 | —           |             |

| Bhutan | 0–0                     | Yemen |
| ------ | ----------------------- | ----- |
|        | Chi tiết Chi tiết (AFC) |       |

| Liban                                                     | 5–0                     | Brunei |
| --------------------------------------------------------- | ----------------------- | ------ |
| - Fakhro 5', 27' - Merheg 21' - Chakroun 33' - Haidar 90' | Chi tiết Chi tiết (AFC) |        |

| Brunei | v | Bhutan |
| ------ | - | ------ |
|        |   |        |

| Yemen | v | Liban |
| ----- | - | ----- |
|       |   |       |

| Brunei | v | Yemen |
| ------ | - | ----- |
|        |   |       |

| Liban | v | Bhutan |
| ----- | - | ------ |
|       |   |        |

| Yemen | v | Brunei |
| ----- | - | ------ |
|       |   |        |

| Bhutan | v | Liban |
| ------ | - | ----- |
|        |   |       |

| Brunei | v | Liban |
| ------ | - | ----- |
|        |   |       |

| Yemen | v | Bhutan |
| ----- | - | ------ |
|       |   |        |

| Liban | v | Yemen |
| ----- | - | ----- |
|       |   |       |

| Bhutan | v | Brunei |
| ------ | - | ------ |
|        |   |        |

### Bảng C
| VT | Đội        | ST | T | H | B | BT | BB | HS | Đ | Giành quyền tham dự |             | Bangladesh  | Hồng Kông | Ấn Độ    | Singapore |
| -- | ---------- | -- | - | - | - | -- | -- | -- | - | ------------------- | ----------- | ----------- | --------- | -------- | --------- |
| 1  | Bangladesh | 1  | 0 | 1 | 0 | 0  | 0  | 0  | 1 | Cúp bóng đá châu Á  |             | —           | 9 thg10   | 18 thg11 | 10 thg6   |
| 2  | Hồng Kông  | 1  | 0 | 1 | 0 | 0  | 0  | 0  | 1 |                     |             | 14 thg10    | —         | 10 thg6  | 18 thg11  |
| 3  | Ấn Độ      | 1  | 0 | 1 | 0 | 0  | 0  | 0  | 1 |                     | 0–0         | 31 thg3 '26 | —         | 9 thg10  |           |
| 4  | Singapore  | 1  | 0 | 1 | 0 | 0  | 0  | 0  | 1 |                     | 31 thg3 '26 | 0–0         | 14 thg10  | —        |           |

| Singapore | 0–0                     | Hồng Kông |
| --------- | ----------------------- | --------- |
|           | Chi tiết Chi tiết (AFC) |           |

| Ấn Độ | 0–0                     | Bangladesh |
| ----- | ----------------------- | ---------- |
|       | Chi tiết Chi tiết (AFC) |            |

| Bangladesh | v | Singapore |
| ---------- | - | --------- |
|            |   |           |

| Hồng Kông | v | Ấn Độ |
| --------- | - | ----- |
|           |   |       |

| Bangladesh | v | Hồng Kông |
| ---------- | - | --------- |
|            |   |           |

| Ấn Độ | v | Singapore |
| ----- | - | --------- |
|       |   |           |

| Hồng Kông | v | Bangladesh |
| --------- | - | ---------- |
|           |   |            |

| Singapore | v | Ấn Độ |
| --------- | - | ----- |
|           |   |       |

| Bangladesh | v | Ấn Độ |
| ---------- | - | ----- |
|            |   |       |

| Hồng Kông | v | Singapore |
| --------- | - | --------- |
|           |   |           |

| Ấn Độ | v | Hồng Kông |
| ----- | - | --------- |
|       |   |           |

| Singapore | v | Bangladesh |
| --------- | - | ---------- |
|           |   |            |

### Bảng D
| VT | Đội               | ST | T | H | B | BT | BB | HS | Đ | Giành quyền tham dự |         | Turkmenistan | Thái Lan | Đài Bắc Trung Hoa | Sri Lanka |
| -- | ----------------- | -- | - | - | - | -- | -- | -- | - | ------------------- | ------- | ------------ | -------- | ----------------- | --------- |
| 1  | Turkmenistan      | 1  | 1 | 0 | 0 | 2  | 1  | +1 | 3 | Cúp bóng đá châu Á  |         | —            | 10 thg6  | 18 thg11          | 14 thg10  |
| 2  | Thái Lan          | 1  | 1 | 0 | 0 | 1  | 0  | +1 | 3 |                     |         | 31 thg3 '26  | —        | 9 thg10           | 1–0       |
| 3  | Đài Bắc Trung Hoa | 1  | 0 | 0 | 1 | 1  | 2  | −1 | 0 |                     | 1–2     | 14 thg10     | —        | 31 thg3 '26       |           |
| 4  | Sri Lanka         | 1  | 0 | 0 | 1 | 0  | 1  | −1 | 0 |                     | 9 thg10 | 18 thg11     | 10 thg6  | —                 |           |

| Đài Bắc Trung Hoa | 1–2                     | Turkmenistan                 |
| ----------------- | ----------------------- | ---------------------------- |
| - Kouamé 63'      | Chi tiết Chi tiết (AFC) | - Tagaýew 48' - Gurbanow 83' |

| Thái Lan         | 1–0                     | Sri Lanka |
| ---------------- | ----------------------- | --------- |
| - Gustavsson 43' | Chi tiết Chi tiết (AFC) |           |

| Sri Lanka | v | Đài Bắc Trung Hoa |
| --------- | - | ----------------- |
|           |   |                   |

| Turkmenistan | v | Thái Lan |
| ------------ | - | -------- |
|              |   |          |

| Sri Lanka | v | Turkmenistan |
| --------- | - | ------------ |
|           |   |              |

| Thái Lan | v | Đài Bắc Trung Hoa |
| -------- | - | ----------------- |
|          |   |                   |

| Turkmenistan | v | Sri Lanka |
| ------------ | - | --------- |
|              |   |           |

| Đài Bắc Trung Hoa | v | Thái Lan |
| ----------------- | - | -------- |
|                   |   |          |

| Sri Lanka | v | Thái Lan |
| --------- | - | -------- |
|           |   |          |

| Turkmenistan | v | Đài Bắc Trung Hoa |
| ------------ | - | ----------------- |
|              |   |                   |

| Thái Lan | v | Turkmenistan |
| -------- | - | ------------ |
|          |   |              |

| Đài Bắc Trung Hoa | v | Sri Lanka |
| ----------------- | - | --------- |
|                   |   |           |

### Bảng E
| VT | Đội         | ST | T | H | B | BT | BB | HS | Đ | Giành quyền tham dự |          | Myanmar  | Syria    | Afghanistan | Pakistan    |
| -- | ----------- | -- | - | - | - | -- | -- | -- | - | ------------------- | -------- | -------- | -------- | ----------- | ----------- |
| 1  | Myanmar     | 2  | 2 | 0 | 0 | 3  | 1  | +2 | 6 | Cúp bóng đá châu Á  |          | —        | 14 thg10 | 2–1         | 31 thg3 '26 |
| 2  | Syria       | 1  | 1 | 0 | 0 | 2  | 0  | +2 | 3 |                     |          | 9 thg10  | —        | 31 thg3 '26 | 2–0         |
| 3  | Afghanistan | 1  | 0 | 0 | 1 | 1  | 2  | −1 | 0 |                     | 18 thg11 | 10 thg6  | —        | 14 thg10    |             |
| 4  | Pakistan    | 2  | 0 | 0 | 2 | 0  | 3  | −3 | 0 |                     | 10 thg6  | 18 thg11 | 9 thg10  | —           |             |

| Myanmar                                 | 2–1                     | Afghanistan    |
| --------------------------------------- | ----------------------- | -------------- |
| - Than Paing 28' - Maung Maung Lwin 75' | Chi tiết Chi tiết (AFC) | - Popalzay 14' |

| Syria                     | 2–0                     | Pakistan |
| ------------------------- | ----------------------- | -------- |
| - Faqa 23' - Al Somah 56' | Chi tiết Chi tiết (AFC) |          |

| Pakistan | v | Myanmar |
| -------- | - | ------- |
|          |   |         |

| Afghanistan | v | Syria |
| ----------- | - | ----- |
|             |   |       |

| Pakistan | v | Afghanistan |
| -------- | - | ----------- |
|          |   |             |

| Syria | v | Myanmar |
| ----- | - | ------- |
|       |   |         |

| Afghanistan | v | Pakistan |
| ----------- | - | -------- |
|             |   |          |

| Myanmar | v | Syria |
| ------- | - | ----- |
|         |   |       |

| Pakistan | v | Syria |
| -------- | - | ----- |
|          |   |       |

| Afghanistan | v | Myanmar |
| ----------- | - | ------- |
|             |   |         |

| Syria | v | Afghanistan |
| ----- | - | ----------- |
|       |   |             |

| Myanmar | v | Pakistan |
| ------- | - | -------- |
|         |   |          |

### Bảng F
| VT | Đội      | ST | T | H | B | BT | BB | HS | Đ | Giành quyền tham dự |          | Malaysia    | Việt Nam    | Lào      | Nepal   |
| -- | -------- | -- | - | - | - | -- | -- | -- | - | ------------------- | -------- | ----------- | ----------- | -------- | ------- |
| 1  | Malaysia | 2  | 2 | 0 | 0 | 6  | 0  | +6 | 6 | Cúp bóng đá châu Á  |          | —           | 10 thg6     | 14 thg10 | 2–0     |
| 2  | Việt Nam | 2  | 1 | 0 | 1 | 5  | 4  | +1 | 3 |                     |          | 31 thg3 '26 | —           | 5–0      | 9 thg10 |
| 3  | Lào      | 2  | 1 | 0 | 1 | 2  | 6  | −4 | 3 |                     | 9 thg10  | 18 thg11    | —           | 10 thg6  |         |
| 4  | Nepal    | 2  | 0 | 0 | 2 | 1  | 4  | −3 | 0 |                     | 18 thg11 | 14 thg10    | 31 thg3 '26 | —        |         |

| Việt Nam                                                                                    | 5–0                     | Lào |
| ------------------------------------------------------------------------------------------- | ----------------------- | --- |
| - Châu Ngọc Quang 11' - Nguyễn Văn Vĩ 44', 50' - Nguyễn Hai Long 63' - Nguyễn Quang Hải 84' | Chi tiết Chi tiết (AFC) |     |

| Malaysia                     | 2–0                     | Nepal |
| ---------------------------- | ----------------------- | ----- |
| - Hevel 29' - Corbin-Ong 71' | Chi tiết Chi tiết (AFC) |       |

| Lào                                     | 2–1 | Nepal |
| --------------------------------------- | --- | ----- |
| - Thongkhamsavath 13' - Phanthavong 49' |     |       |

| Malaysia                                                    | 4–0 | Việt Nam |
| ----------------------------------------------------------- | --- | -------- |
| - Figueiredo 49' - Holgado 59' - Corbin-Ong 67' - Cools 88' |     |          |

| Lào | v | Malaysia |
| --- | - | -------- |
|     |   |          |

| Việt Nam | v | Nepal |
| -------- | - | ----- |
|          |   |       |

| Malaysia | v | Lào |
| -------- | - | --- |
|          |   |     |

| Nepal | v | Việt Nam |
| ----- | - | -------- |
|       |   |          |

| Lào | v | Việt Nam |
| --- | - | -------- |
|     |   |          |

| Nepal | v | Malaysia |
| ----- | - | -------- |
|       |   |          |

| Việt Nam | v | Malaysia |
| -------- | - | -------- |
|          |   |          |

| Nepal | v | Lào |
| ----- | - | --- |
|       |   |     |

## Cầu thủ ghi bàn
Đang có 27 bàn thắng ghi được trong 12 trận đấu, trung bình 2.25 bàn thắng mỗi trận đấu (tính đến ngày 25 tháng 3 năm 2025).
2 bàn
- Malek Fakhro
- Nguyễn Văn Vĩ

1 bàn
- Omid Popalzay
- Husseyn Chakroun
- Mohamad Haidar
- Samy Merheg
- La'Vere Corbin-Ong
- Hector Hevel
- Ali Fasir
- Maung Maung Lwin
- Than Paing
- Bjørn Martin Kristensen
- Sandro Reyes
- Randy Schneider
- Jefferson Tabinas
- Omar Al Somah
- Ahmad Faqa
- Vahdat Hanonov
- Patrik Gustavsson
- Ange Kouamé
- Ýazgylyç Gurbanow
- Elman Tagaýew
- Châu Ngọc Quang
- Nguyễn Hai Long
- Nguyễn Quang Hải